# بگذار شیطان سیاه بپوشد
بگذار شیطان سیاه بپوشد (به انگلیسی: Let the Devil Wear Black) فیلمی محصول سال ۱۹۹۹ و به کارگردانی استیسی تیتل است. در این فیلم بازیگرانی همچون راندال باتینکف، جکلین بیسیت، مائوری چایکین، فیلیپ بیکر هال، مری-لوئیز پارکر، جاناتان پنر، نورمن ریدس، جیمی شریدن، کریس ساراندون، آندره‌آ مارتین، جوانا گلیسون و جاناتان بنکس ایفای نقش کرده‌اند.